# Parachtes
Genre
Parachtes est un genre d'araignées aranéomorphes de la famille des Dysderidae.

## Distribution
Les espèces de ce genre se rencontrent en Italie, en Espagne et en France.

## Liste des espèces
Selon World Spider Catalog (version 18.5, 07/10/2017) :
- Parachtes andreinii Alicata, 1966
- Parachtes cantabrorum (Simon, 1914)
- Parachtes deminutus (Denis, 1957)
- Parachtes ignavus (Simon, 1882)
- Parachtes inaequipes (Simon, 1882)
- Parachtes latialis Alicata, 1966
- Parachtes limbarae (Kraus, 1955)
- Parachtes loboi Jiménez-Valverde, Barriga & Moreno, 2006
- Parachtes riberai Bosmans, 2017
- Parachtes romandiolae (Caporiacco, 1949)
- Parachtes siculus (Caporiacco, 1949)
- Parachtes teruelis (Kraus, 1955)
- Parachtes vernae (Caporiacco, 1936)

## Publication originale
- Alicata, 1964 : Le specie italiane di Harpactocrates e di Parachtes n. gen. (Araneae, Dysderidae). Annuario del Museo di Zoologia della Università di Napoli, vol. 16, no 3, p. 1-40.